# 加里·皮尔斯
加里·皮尔斯（英語：Gary Pearce，1944年2月27日—），澳大利亚男子赛艇运动员。他曾代表澳大利亚参加1964年、1968年和1972年夏季奥林匹克运动会赛艇比赛，其中1968年奥运会获得一枚银牌。